# Škofja Loka
Škofja Loka (IPA: [ˈʃkoːfja ˈloːka], in tedesco Bischoflack, dal 1941 al 1945 Laak an der Zaier; Prato del Vescovo in italiano desueto) è un comune della Slovenia di 22 647 abitanti appartenente alla regione statistica dell'Alta Carniola. La località si trova a circa una ventina di chilometri a nord-ovest della capitale Lubiana, in un'ampia vallata ove i corsi d'acqua Poljanska Sora e Selška Sora si uniscono per dar vita al fiume Sora. Dal 1274 la località si fregia del titolo di città. È considerata come uno dei centri medievali meglio conservati in Slovenia.

## Storia

### Storia antica e moderna
La località trae il nome e la sua stessa origine da una donazione di terreni fatta nel 973 dall'imperatore Ottone II al vescovo Abramo di Frisinga. Da tale donazione viene il nome tedesco di Bischofslack, ossia prato del vescovo. In realtà l'area donata era quella attualmente denominata Stara Loka, posta sulla riva settentrionale del fiume Selška Sora. Il moro che si trova oggi nello stemma comunale si pensa sia il servitore del vescovo Abramo che lo difese da un orso che li aggredì mentre i due si stavano recando in città.

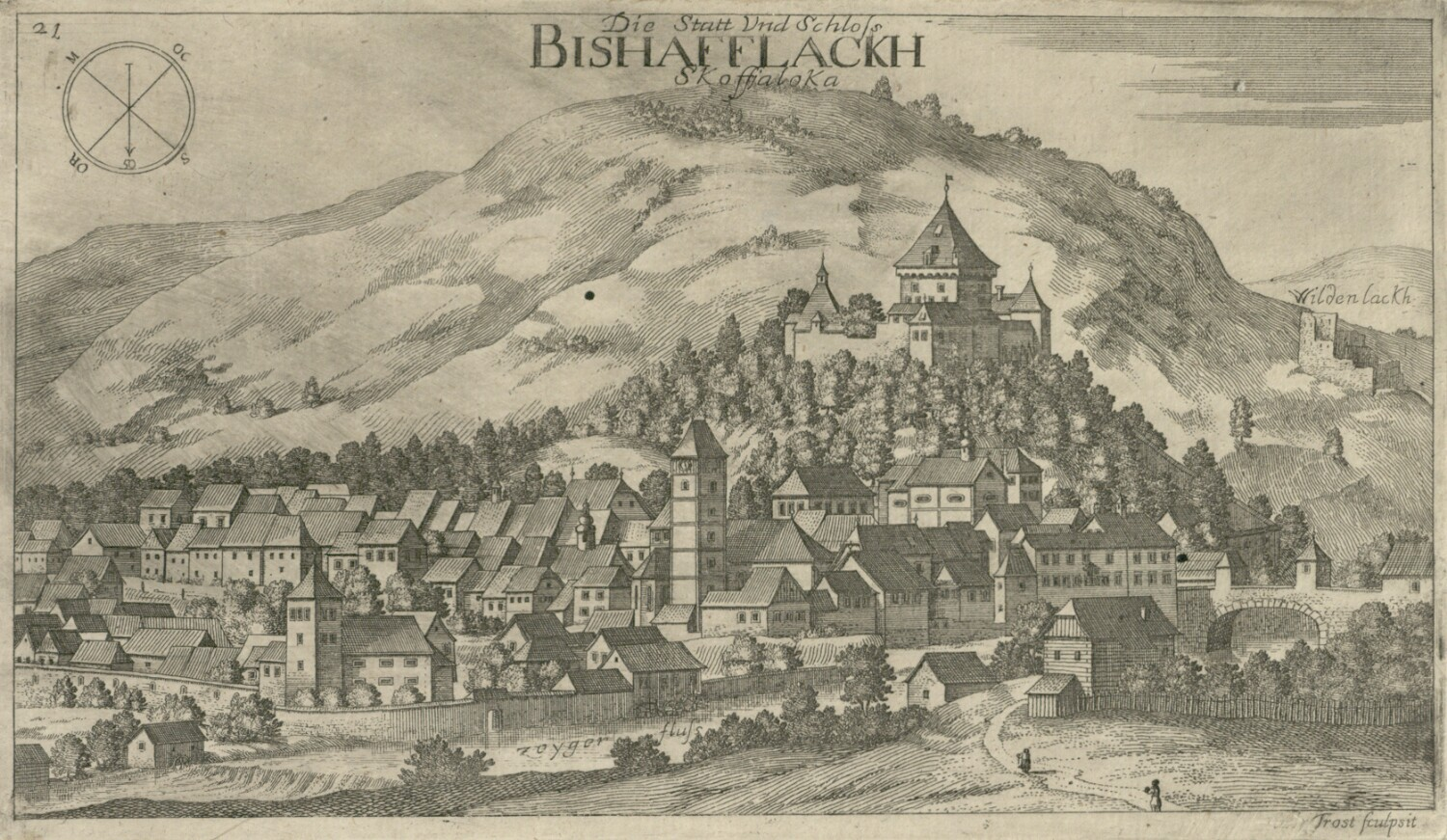
Škofja Loka alla fine del XVII secolo

I feudatari che si succedettero fecero di Škofja Loka il più importante centro commerciale dei loro possedimenti nonché il centro amministrativo. A partire dall'XI secolo venne eretto il castello (Loški Grad) posto alla sommità del colle Krancelj che domina la cittadina. Nel corso del XIV secolo venne dotata di mura.
Nel 1457 venne occupata dai conti di Celje. Nel 1511 venne distrutta da un forte terremoto. Subì alcuni assedi dei Turchi e divenne possedimento degli Asburgo nel 1803. Dopo la caduta dell'Impero Austroungarico la cittadina passò alla Jugoslavia.

### Seconda guerra mondiale
Škofja Loka fu occupata dall'esercito italiano il 13 aprile 1941. Il controllo italiano venne sostituito da quello tedesco il 17 aprile. Già il 6 maggio 1941 una prima retata della Gestapo arrestò alcuni cittadini e, nelle settimane seguenti, ventisei famiglie furono deportate in Serbia. Per tutta la guerra nell'area circostante furono attive diverse unità partigiane. Il 9 febbraio 1944 le forze armate tedesche giustiziarono cinquanta prigionieri in risposta all'uccisione di un soldato tedesco. I partigiani entrarono nella cittadina il 9 maggio 1945. Nei mesi seguenti il castello di Loka funse da luogo di detenzione per prigionieri di guerra.
Nel territorio di Škofja Loka si trovano sette fosse comuni risalenti al periodo immediatamente successivo alla Seconda guerra mondiale. Un numero imprecisato di Domobranci, prigionieri di guerra e civili sloveni furono uccisi e seppelliti in diversi siti intorno al castello.
Parte della Jugoslavia fino al 1991, fu annessa alla Slovenia dopo l'indipendenza di quest'ultima.

## Ambiente urbano

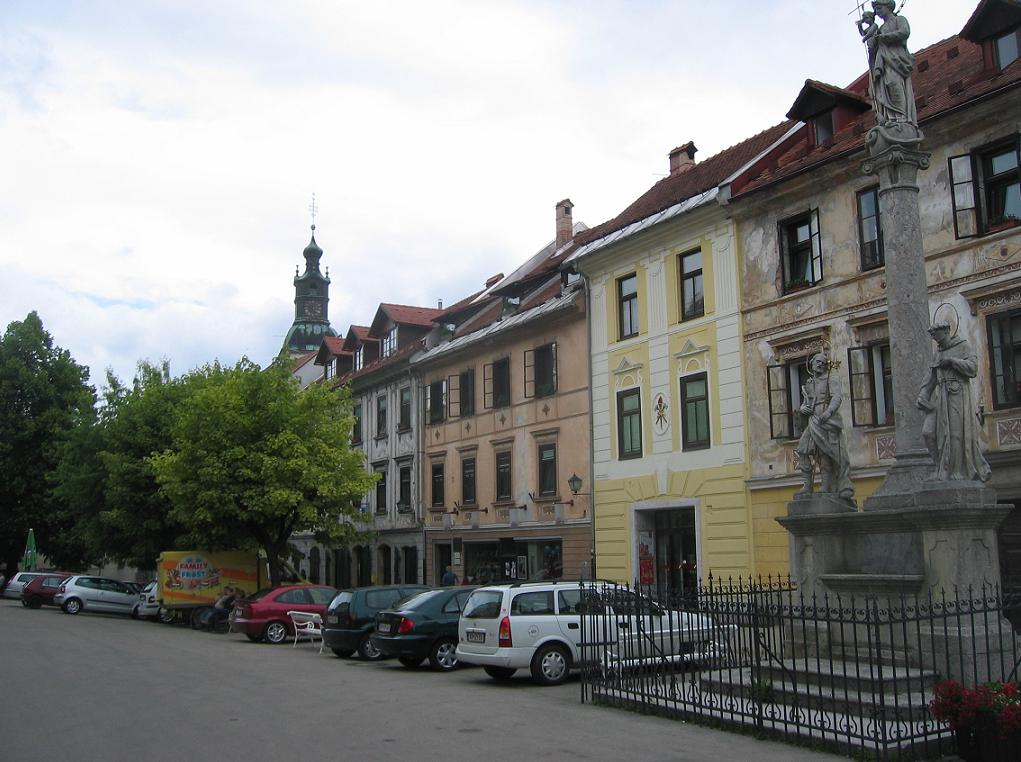
Il Mestni trg

Il centro storico è caratterizzato da due ampie piazza a forma allungata. Il Mestni trg, che era il centro commerciale della località ove risiedevano i mercanti e il Spodnji trg in cui erano insediati i cittadini più poveri. Parallele tra loro sono collegate da stretti vicoli.

## Monumenti e luoghi d'interesse

### Architetture religiose
- Sv. Jakob: Chiesa di S. Giacomo, menzionata nel 1271 e ricostruita dopo il terremoto.

- Monastero dei Cappuccini: struttura religiosa fondata nel 1707 dai francescani cappuccini.

### Architetture civili

#### Loški grad

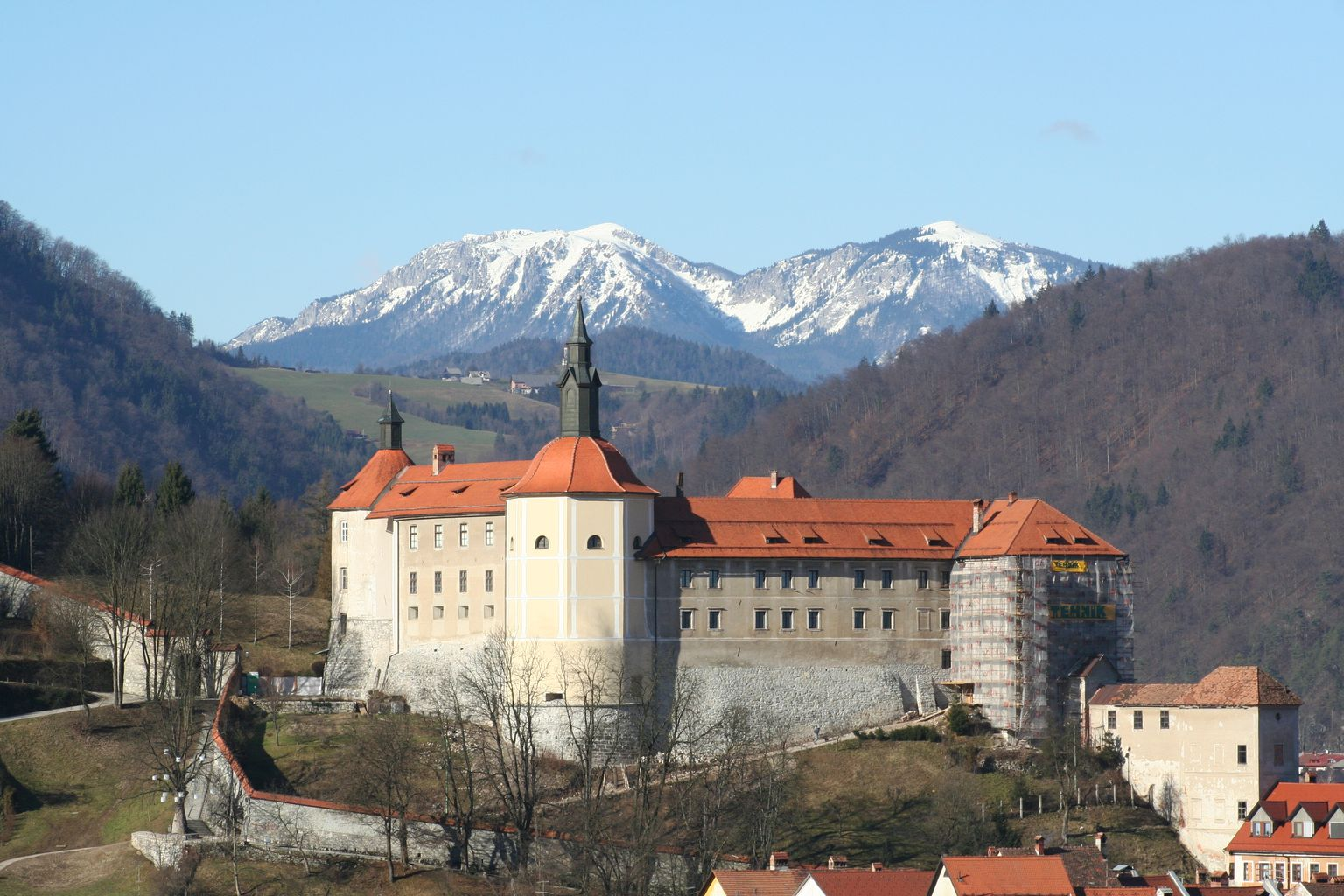
Il castello di Škofja Loka.

Il castello venne ricostruito dopo il terremoto del 1511 con l'aggiunta di una poderosa torre del XVI secolo. Nel 1890 passò in proprietà alle Orsoline che erano presenti nel Nunski samostan, un convento posto ai piedi del colle ove sorge il castello. Nella cappella del castello sono presenti tre altari dorati d'epoca rinascimentale che provengono dalla chiesa di Dražgoše. Dal 1959 all'interno vi è anche un museo che espone collezioni archeologiche e artistiche; è presente anche un reparto dedicato alla storia delle poste e telecomunicazioni.

#### Kapucinski most

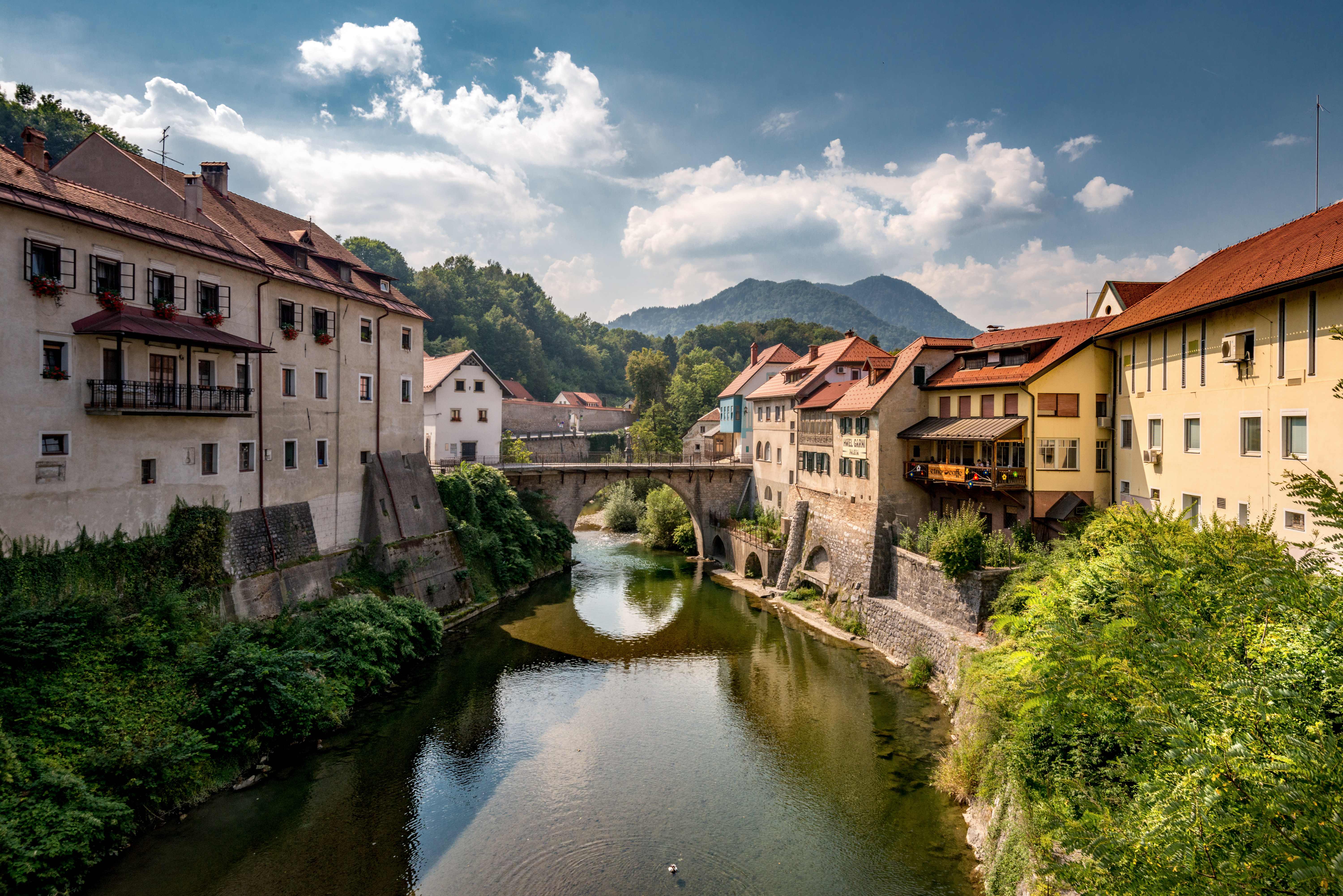
Il fiume Selca Sora e il ponte dei Cappuccini

Il ponte dei Cappuccini passa sopra la Selška Sora e collega il centro storico con il convento dei Cappuccini. Venne costruito nel XIV secolo.

#### Altri
- Rotovž: edificio posto in Mestni Trg sede del Municipio.
- Kašča: magazzino del grano d'imponente fattura, edificato nel XVI secolo.
- Homanova hiša: la casa Homan, edificata nel 1529 presenta belle decorazioni sulla facciata.

## Cultura
Nel 1721 Romuald Marušič, frate cappuccino che risiedeva nel convento della località, scrisse la Passione di Škofja Loka, che viene considerata la più antica opera teatrale in lingua slovena. Il dramma venne rappresentato per la prima volta la sera del venerdì santo del 1721 nel corso di una processione nelle vie della località.

## Economia
La presenza di corsi d'acqua favorì in epoche remote la presenza di mulini che spinsero alla nascita delle prime industrie, così come la posizione geografica fece di Škofja Loka un importante centro commerciale sulla via che collega l'Adriatico con i Paesi di lingua tedesca. Già nel corso del XVII secolo decadette quale centro commerciale, sostituita da Kranj.

## Geografia antropica

### Località
Il comune di Škofja Loka è diviso in 59 insediamenti (naselija):
- Binkelj
- Bodovlje
- Breznica pod Lubnikom
- Brode
- Bukov Vrh nad Visokim
- Bukovica
- Bukovščica
- Crngrob
- Dorfarje
- Draga
- Forme
- Gabrk
- Gabrovo
- Gabrška Gora
- Godešič
- Gorenja Vas–Reteče
- Gosteče
- Grenc
- Hosta
- Knape
- Kovski Vrh
- Križna Gora
- Lipica
- Log nad Škofjo Loko
- Moškrin
- Na Logu
- Papirnica
- Pevno
- Podpulfrca
- Pozirno
- Praprotno
- Pungert
- Puštal
- Reteče
- Rovte v Selški Dolini
- Ševlje
- Sopotnica
- Spodnja Luša
- Staniše
- Stara Loka
- Stirpnik
- Strmica
- Suha
- Svetega Petra Hrib
- Sveti Andrej
- Sveta Barbara
- Sveti Duh
- Sveti Florijan nad Škofjo Loko
- Sveti Lenart
- Sveti Ožbolt
- Sveti Tomaž
- Trata
- Trnje
- Valterski Vrh
- Vešter
- Vincarje
- Virlog
- Virmaše
- Visoko pri Poljanah
- Zgornja Luša
- Zminec

## Amministrazione

### Gemellaggi
- Smederevska Palanka
- Medicina
- Savogna d'Isonzo